# Friedrichssche Erweiterung
Die Friedrichssche Erweiterung (nach Kurt Friedrichs) ist eine mathematische Konstruktion, nach der bestimmte dicht-definierte lineare Operatoren in Hilberträumen zu selbstadjungierten Operatoren erweitert werden können.

## Halb-beschränkte Operatoren
Wir betrachten einen linearen Operator {\displaystyle A}, der auf einem dichten Teilraum eines Hilbertraums {\displaystyle H} definiert ist. Dieser Teilraum heißt der Definitionsbereich von {\displaystyle A} und wird mit {\displaystyle D(A)} bezeichnet.
Unter bestimmten Umständen, um die es in diesem Artikel geht, kann man den Operator {\displaystyle A} zu einem auf einem {\displaystyle D(A)} umfassenden Teilraum erweitern, so dass der erweiterte Operator selbstadjungiert ist.
Ein dicht-definierter Operator {\displaystyle A} heißt halb-beschränkt, falls es eine reelle Zahl {\displaystyle c} gibt, so dass {\displaystyle \langle A\xi ,\xi \rangle \geq c\|\xi \|^{2}} für alle {\displaystyle \xi \in D(A)}. Offenbar sind positive Operatoren halb-beschränkt und halb-beschränkte Operatoren sind symmetrisch, denn nach Definition sind alle {\displaystyle \langle A\xi ,\xi \rangle } reell.
In der Quantenmechanik auftretende Operatoren sind häufig halb-beschränkt, das {\displaystyle c} steht dann etwa für eine untere Energie-Schranke. Es stellt sich dann in natürlicher Weise die Frage, ob ein solcher Operator eine selbstadjungierte Erweiterung hat, diese ist dann eine quantenmechanische Observable.
Der Begriff des halb-beschränkten Operators wurde zuerst von Aurel Wintner eingeführt. Später hat Kurt Friedrichs die Theorie der halb-beschränkten Operatoren weiterentwickelt.

## Energetischer Raum
Sei {\displaystyle A} ein halb-beschränkter Operator mit {\displaystyle \langle A\xi ,\xi \rangle \geq c\|\xi \|^{2}} für alle {\displaystyle \xi \in D(A)} und {\displaystyle \lambda } sei eine reelle Zahl mit {\displaystyle \lambda +c>0}. Sei
{\displaystyle [\xi ,\eta ]_{\lambda }:=\langle A\xi ,\eta \rangle +\lambda \langle \xi ,\eta \rangle } für {\displaystyle \xi ,\eta \in D(A)}.
Dann ist {\displaystyle [\cdot ,\cdot ]_{\lambda }} eine positiv definite Form auf {\displaystyle D(A)} und man kann daher die Norm {\displaystyle \|\xi \|_{\lambda }:={\sqrt {[\xi ,\xi ]_{\lambda }}}} auf {\displaystyle D(A)} definieren. {\displaystyle D(A)} ist mit dieser Norm in der Regel kein vollständiger Raum; das führt zu folgender Konstruktion.
{\displaystyle H_{\lambda }:=\{\xi \in H;{\rm {Es\,gibt\,eine\,Folge}}\,(\xi _{n})_{n}\,{\rm {in}}\,D(A)\,{\rm {mit}}\|\xi _{n}-\xi \|{\stackrel {n\to \infty }{\longrightarrow }}0\,{\rm {und}}\,\|\xi _{n}-\xi _{m}\|_{\lambda }{\stackrel {n,m\to \infty }{\longrightarrow }}0\}}.
Beachte, dass sich die erste Grenzwert-Bedingung auf die Hilbertraum-Norm auf {\displaystyle H} bezieht. Eine Folge {\displaystyle (\xi _{n})_{n}} in der Definition von {\displaystyle H_{\lambda }} heißt eine approximierende Folge für {\displaystyle \xi \in H_{\lambda }}. Offenbar ist {\displaystyle D(A)\subset H_{\lambda }}, denn für {\displaystyle \xi \in D(A)} kann man als approximierende Folge die konstante Folge {\displaystyle \xi _{n}=\xi } wählen.  Man kann nun folgende Aussagen beweisen:
- Sind {\displaystyle \xi ,\eta \in H_{\lambda }} mit approximierenden Folgen {\displaystyle (\xi _{n})_{n}} und {\displaystyle (\eta _{n})_{n}}, so existiert der Limes {\displaystyle [\xi ,\eta ]_{\lambda }:=\lim _{n\to \infty }[\xi _{n},\eta _{n}]_{\lambda }} und setzt die auf {\displaystyle D(A)} definierte Form fort.
- {\displaystyle H_{\lambda }} ist mit der positiv definiten Form {\displaystyle [\cdot ,\cdot ]_{\lambda }} ein Hilbertraum.
- Ist auch {\displaystyle \mu } eine reelle Zahl mit {\displaystyle \mu +c>0}, so ist {\displaystyle H_{\lambda }=H_{\mu }\subset H} als Mengen, die durch {\displaystyle [\cdot ,\cdot ]_{\lambda }} bzw. {\displaystyle [\cdot ,\cdot ]_{\mu }} definierten Normen sind äquivalent.

Der Raum {\displaystyle H_{\lambda }} hängt also nur von {\displaystyle A} und nicht vom speziellen {\displaystyle \lambda } ab; er wird daher mit {\displaystyle H_{A}} bezeichnet und heißt der energetische Raum von {\displaystyle A}.

## Friedrichssche Erweiterung
Sei {\displaystyle A} ein halb-beschränkter Operator. Dann ist {\displaystyle A} symmetrisch, das heißt, es gilt {\displaystyle A\subset A^{*}}, wobei {\displaystyle A^{*}} der adjungierte Operator ist. Definiert man
{\displaystyle A_{F}\xi :=A^{*}\xi } für {\displaystyle \xi \in D(A_{F}):=H_{A}\cap D(A^{*})},
so ist {\displaystyle A_{F}} ein selbstadjungierter Operator, der {\displaystyle A}  erweitert. {\displaystyle A_{F}} heißt die Friedrichssche Erweiterung von {\displaystyle A}.
Man beachte, dass im Allgemeinen weder {\displaystyle A} noch {\displaystyle A^{*}} selbstadjungiert ist. Erst durch obige geschickte Wahl des Definitionsbereichs erhält man einen zwischen {\displaystyle A} und {\displaystyle A^{*}} gelegenen selbstadjungierten Operator, der die Einschränkung von {\displaystyle A^{*}} auf diesem Teilraum ist. Es ist daher {\displaystyle A\subset A_{F}\subset A^{*}}